# Juan Chassaing
Juan Enrique Chassaing (1839–1864) fue un abogado, militar, político, periodista y poeta argentino.
Nació en la Ciudad de Buenos Aires el 15 de julio de 1839. Su padre era el artesano francés Jean Juan Chassaing – 20 de abril de 1842) y su madre la porteña Catalina Girondo (o Gironde). Fue autor de la marcha Mi bandera.
En febrero de 1858 leía sus poemas en el Ateneo del Plata (una de las únicas reuniones literarias de Buenos Aires de la época. 
«Quizá algún día figure tu nombre al lado del de tu favorito Espronceda» (carta de Esteban fechada el 18 de octubre de 1858). 
El 23 de octubre de 1859 participó —del lado de los unitarios bajo las órdenes de Bartolomé Mitre— en la batalla de Cepeda, contra la Confederación Argentina (al mando del general federal Justo José de Urquiza). Al ser derrotados, huyeron hasta San Nicolás de los Arroyos. Allí, el 25 de octubre tuvo lugar un ligero combate naval entre los lanchones de la Confederación Argentina y los del por entonces Estado de Buenos Aires. Se construyó una batería en tierra, en un punto de la barranca al norte de la ciudad, lugar llamado hoy El Campito (donde se construyó la basílica de la Virgen del Rosario de San Nicolás).
En momentos del embarco de las tropas en la orilla del Paraná, al ver Chassaing (de 20 años de edad) al niño abanderado (con la bandera de Buenos Aires, que había sido la misma bandera que había ideado el Dr. Belgrano), se inspira y lee su poema infantil Mi Bandera —cantada en la actualidad por los alumnos argentinos— antes de embarcarse en barcazas río abajo por el Paraná hacia el Puerto de Buenos Aires.
El 17 de septiembre de 1861 luchó en la batalla de Pavón (a 260 km al oeste de la Ciudad de Buenos Aires) otra vez del lado de los unitarios  porteños (bajo las órdenes del líder unitario Bartolomé Mitre) contra la Confederación Argentina, al mando del federalista general Urquiza). Esta vez vencieron los porteños.
En 1862, a los 23 años de edad, Chassaing se recibió de abogado.
Se conserva un discurso que pronunció el 11 de septiembre de 1864 cuando su amigo Benigno Jardín recibió el grado de doctor. 
Fue diputado por Buenos Aires representando al sector nacionalista del Partido Liberal que respondía al entonces presidente de la Nación Bartolomé Mitre, entonces agrupado en el Club del Pueblo. 
En 1864 Chassaing fundó el diario El Pueblo, del cual fue el principal redactor, junto con Francisco López Torres.
También escribió Himno a Colón y el poema El corazón del hombre, que fueron publicados en su periódico.
Fundó el Club del Pueblo, con José María Gutiérrez como presidente y él como vicepresidente.
El 3 de noviembre de 1864
(a los 25 años de edad) falleció de una repentina enfermedad.